# 恩讐の鎮魂曲
『恩讐の鎮魂曲』（おんしゅうのレクイエム）は、中山七里のリーガル・サスペンス小説。『メフィスト』（講談社）にて2014年vol.2から2015年vol.2まで連載され、講談社より2016年3月15日に単行本、2018年4月13日に講談社文庫が発売された。
著者が作家になったばかりのころに魅かれたというテーマ〈裁かれない罪〉のうち、『贖罪の奏鳴曲』『追憶の夜想曲』では「少年犯罪」が取り上げられたが、本作では「緊急避難」に焦点があてられている。少年時代に犯した罪では裁かれなかったものの、結局は法律以外のもので裁かれる宿命を背負った御子柴の贖罪の行方が描かれる。

## あらすじ
過去が明らかとなってしまった御子柴は、残り数少ない顧客の1つである広域指定暴力団・宏龍会の裁判で執行猶予を勝ち取った後、事務所に戻って目にした新聞で、かつての恩師・稲見武雄が介護士の栃野守を殴って殺したという記事を目にする。すぐに稲見が拘留されている川口署に向かうが、稲見からは面会を拒否され、すでに敦賀という弁護士がついていることを知らされる。代わってほしいという正面からの願いを一笑に付された御子柴は、宏龍会のナンバー3である山崎岳海を呼び出し、以前からもちかけられていた顧問弁護士になるという話を条件付きで受ける代わりに敦賀へのゆさぶりを依頼。同時に谷崎にも働きかけ、御子柴は稲見の国選弁護人の当番の座をもぎとる。そしてなんとか稲見と28年ぶりの面会を果たすが、稲見は自分が栃野を殺したのは事実だと譲らず、その2日後、供述調書に同意のサインをしてしまう。　
御子柴は伯楽園に赴き、稲見の犯行を目撃していたという入所者達にも話を聞くが、供述調書とは少しずつ乖離した証言に作為を感じとる。そして渡瀬からの助言もあり、殺された栃野が平成15年の韓国籍ブルーオーシャン号転覆事故で、緊急避難を理由に無罪判決となった人物であることを突き止める。そして入所者たちが日々栃野ら介護士たちに虐待を受けていた証拠を集め、稲見の身体にもその痕を確認した御子柴は、第1回公判で正当防衛の殺意の不在を理由に無罪を主張するが、検察側は懲役15年を求刑。そして稲見はというと、「わたしに正当な罰をあたえていただきたい」と、御子柴の制止を振り切って宣言してしまう。
第1回公判後、栃野の実家や稲見の元妻・石動恭子の元を訪れた御子柴は、栃野の過去や、稲見の息子がすでに亡くなってしまっていることを知り、この事件のキーが過去にあることに気づく。そして迎えた第2回公判。御子柴は恭子を第3の証人として出廷させ、稲見が栃野を殴ったのは、同じ伯楽園に入所する後藤清次をかばうためであったことと、その理由を明らかにし、緊急避難を主張する。しかし自分には明確な殺意があったと譲らない稲見を見た御子柴は、自分が何か重要なことを失念していることに気づく。そして公判後にブルーオーシャン号転覆事故で犠牲になった日浦佳織の父を訪ね、そこでアルバムに写っていた人物の姿を見た御子柴は、事件の本当の真相を知る。
第3回最終弁論日。最後の証人を出廷させ、稲見への教唆と真相を明らかにした御子柴だったが、「罰を与えてほしい」という稲見の気持ちまでは変えらなかった。そして判決日、殺人罪の法定刑の下限をやや上回る実刑・懲役6年が言い渡される。即日控訴するという御子柴の主張は稲見によって却下され、「ありがとうよ、御子柴先生」という言葉を残し、稲見は去った。稲見を救えなかった無力さに嫌気がさした御子柴は、全てを辞めてしまおうとするが、事務所に帰って受け取った津田倫子からの「ずっとずっとおうえんしています」という手紙に涙する。

## 登場人物

### 御子柴法律事務所・法曹界
御子柴 礼司（みこしば れいじ）
弁護士。過去の「死体配達人」としての素性が明るみに出てしまったため、現在大口の顧客は宏龍会のみ。
日下部 洋子（くさかべ ようこ）
御子柴法律事務所の事務員。御子柴の過去を知った後も、事務所で働き続けている。
谷崎 完吾（たにざきかんご）
元東京弁護士会会長。御子柴に肩入れし、情報を教えてくれる数少ない人物。
敦賀 真樹夫（つるが まきお）
稲見の先任の国選弁護士。東京第一弁護士会の弁護士で、定年退職後に転職したヤメ検。御茶ノ水の順天堂大学近くに事務所をかまえる。60代後半、猜疑心の塊のような目をしており、思っていることがすぐに顔に出る。大学生の娘がいる。
矢野 幹泰（やの みきやす）
稲見の裁判を担当し、御子柴と対峙するさいたま地検の検事。39歳。昨年は負け無し。若作りで20代でも通りそうな身なり、端正な面立ちだが感情の無い爬虫類のような目をしており、検察官というよりはやり手のビジネスマンのような風貌。
遠山 春樹（とおやま はるき）
稲見の裁判の裁判長。50代半ばで、ぎょろりとした剥き出し気味の目をしている。やや検察よりの裁定を下すことが多い。
平沼 郁子（ひらぬま いくこ）
右陪審員。
春日野 哲也（かすがの てつや）
左陪審員。

### 特別養護老人ホーム伯楽園（はくらくえん）
埼玉県川口市にある。入所者は30名程で、それを5つのグループに分け、1グループにつき2人の介護士が担当する。角田一族が個人で経営している福祉法人。
稲見 武雄（いなみ たけお）
御子柴が関東医療少年院に入院していたころの担当教官。75歳。2008年4月から伯楽園に入所している。
配膳時に介護士の栃野守と口論になり、栃野が身を屈めた隙にガラス製の花瓶で後頭部を殴打し殺害した容疑で逮捕された。
栃野 守（とちの まもる）
伯楽園の介護士。46歳。伯楽園に勤めて8年目、介護士資格を取得して20年のベテラン。筋肉質でえらの張った顔、薄い眉に三白眼をしている。
実家は千葉県浦安市猫実にある。父親は10年程前に肝硬変で亡くなり、今は母親の一美（かずみ）だけが家族。
角田 寛志（つのだ ひろし）
伯楽園の施設長。頭頂部が薄く、顔はタマゴ型。
前原 譲（まえはら ゆずる）
栃野の担当グループの若い介護士。栃野のことを尊敬している。
漆沢 健郎（うるしざわ たけお）
栃野の代わりに担当グループに入った介護士。レスラーのような体格と風貌をしている。
久仁村 兵吾（くにむら ひょうご）
入所者。狂暴そうな顔をした老人。稲見の犯行を目撃した一人。
後藤 清次（ごとう せいじ）
入所者。小太りの老人。骨粗しょう症だが、足腰がこれ以上弱らないよう、あえて車いすには乗らずに訓練している。軽度の認知症。稲見の犯行を目撃した一人。
臼田 泰助（うすだ たいすけ）
入所者。老衰で目は落ち窪み、顔中の肉が削げ落ちている。認知症を患っている。稲見の犯行を目撃したが、稲見は立派な人だったとかばう。
小笠原 栄（おがさわら さかえ）
入所者。夫と子供に先立たれ、足腰が弱ったため、資産を処分して入所している。目は叡智の光を放ち、穏やかな中に相応の理性を感じさせる老婦人で、入所者の中で1番まとも。いつもCDラジカセでモーツアルトを聴いている。稲見の犯行を目撃した一人。
籾山 すみ（もみやま すみ）
90歳を超える車いすの老婆。重度の認知症。意思表示ができない。

### その他
山崎 岳海（やまざき たけみ）
広域暴力団宏龍会渉外委員長。実質的な地位はナンバー3。中肉中背。丸顔で人懐っこく、まるでヤクザ者には見えない。前職はサラリーマン。
御子柴に宏龍会の顧問弁護士になってほしいと依頼する。
菅山（すがやま）
川口署の刑事。稲見の担当。
渡瀬（わたせ）
埼玉県警の警部。狭山市で発生した事件では御子柴と敵味方に分かれたが、稲見が逮捕されたことを聞きつけ、御子柴に栃野の過去について情報をもたらす。
光崎 藤次郎（みつざきとうじろう）
浦和医大法学教室の解剖医。栃野の死体を検案した。本作では名前のみ登場。
石動 恭子（いするぎ きょうこ）
稲見の前妻。稲見が関東医療少年院の教官を拝命してしばらく後に離婚し、長男の武士（たけし）が結婚してからは北九州市小倉北区中島に1人で住んでいる。74歳。
日浦 頌栄（ひうら しょうえい）
平成15年の韓国籍ブルーオーシャン号転覆事故で亡くなった日浦佳織の父。「ひうら陶苑」で織部焼などの陶器を作っている。精悍な顔立ちの50代。妻は栃野の無罪判決が確定したころに子宮がんが悪化し、2年程後に亡くなった。
津田 倫子（つだ りんこ）
以前御子柴が弁護した事件の依頼人の子供。現在は親戚の家に引き取られている。今年で8歳。

## オーディオブック
2023年10月13日にAudibleで配信開始された。朗読は池添朋文。